# Petrogale brachyotis
Il wallaby delle rocce dalle orecchie corte (Petrogale brachyotis Gould, 1841) è una specie di wallaby delle rocce diffusa in Australia settentrionale, nelle propaggini più settentrionali del Territorio del Nord e dell'Australia Occidentale. È molto più grande dei suoi due parenti più prossimi, il nabarlek (Petrogale concinna) e il monjon (Petrogale burbidgei).
Il wallaby delle rocce dalle orecchie corte è un vegetariano gregario che vive su colline rocciose e nelle gole. Il suo aspetto varia molto da un esemplare all'altro, ma in genere la pelliccia è grigio-bruna con alcune aree bianche attorno alla faccia e alle zampe. Non è ritenuto una specie minacciata.
Ne è stato riconosciuto un certo numero di sottospecie, ma probabilmente nessuna di esse è valida.